# نيت ميلر (كرة سلة)
نيت ميلر (بالإنجليزية: Nate Miller)‏ مواليد 12 أغسطس 1987 في سبرينغفيلد، هو لاعب كرة سلة أمريكي. بدأ مسيرته الاحترافية في سنة 2009. لعب مع أولسان موبيس فوبوس في الدوري الكوري لكرة السلة. حمل الرقم 22. بلغ طوله 6 قدم 4 بوصة (1.9 م).

## روابط خارجية
- نيت ميلر على موقع كرة السلة الأوروبية.كوم (الإنجليزية)
- نيت ميلر على موقع كلية كرة السلة في سبورتس رفرنس.كوم (الإنجليزية)